# Stazione di Calalzo-Pieve di Cadore-Cortina
Stazione di Calalzo-Pieve di Cadore-Cortina vasútállomás Olaszországban, Veneto régióban, mely Calalzo di Cadore és Pieve di Cadore településeket szolgálja ki.

## Vasútvonalak
Az állomást az alábbi vasútvonalak érintik:
- Calalzo–Padova-vasútvonal

## Kapcsolódó állomások
A vasútállomáshoz az alábbi állomások vannak a legközelebb: 
- Stazione di Perarolo di Cadore
- Stazione di Calalzo paese-Marmarole